# Альбиев, Ислам-Бека Саид-Цилимович
Ислам-Бе́к(а) (Саид-)Цили́мович Альби́ев (род. 28 декабря 1988, Грозный) — российский борец греко-римского стиля. Олимпийский чемпион 2008 года, чемпион мира 2009 года, двукратный чемпион Европы, многократный чемпион России. Член сборной команды страны с 2005 года.

## Биография
Первым тренером Альбиева был Ахмед Атабиевич Гасаев. Он довёл его до титула победителя первенства Европы 2005 года и умер в том же году от тяжёлой болезни. По состоянию на 2016 год его тренировал Давид Кадилов. Альбиев выступал за спортклуб «Спарта», который с 2005 года присоединён к сборной команде Российской Федерации.
В 2008 году на Олимпийских играх в Пекине Ислам-Бека Альбиев завоевал золотую медаль в весе до 60 кг, став самым молодым олимпийским чемпионом по греко-римской борьбе — на тот момент ему было 19 лет, 7 месяцев и 15 дней.
Выпускник Московского института физической культуры и спорта.

## Спортивные результаты
- Чемпионат России по греко-римской борьбе 2006 года — ;
- Чемпионат России по греко-римской борьбе 2007 года — ;
- Чемпионат России по греко-римской борьбе 2008 года — ;
- Чемпионат России по греко-римской борьбе 2010 года — ;
- Чемпионат России по греко-римской борьбе 2011 года — ;
- Чемпионат России по греко-римской борьбе 2013 года — ;
- Чемпионат России по греко-римской борьбе 2016 года — ;
- Летние Олимпийские игры 2016 года — в 1/8 финала проиграл борцу из Азербайджана Расулу Чунаеву по причине «странного» судейства[8].
- Чемпионат России по греко-римской борьбе 2020 года — ;

## Общественная деятельность
С 25 февраля 2011 года Ислам-Бек Альбиев является сопредседателем общественно-экспертного совета Российского профсоюза студентов.

## Цитаты
Президент Чеченской Республики Рамзан Кадыров сразу по окончании схватки заявил прессе: 
Сегодня этот парень сделал для престижа Чеченской Республики больше, чем тысяча дипломатов…

…победа чеченского спортсмена на Олимпиаде стала лучшей демонстрацией тех позитивных преобразований, что происходят в республике.

## Награды и звания
- Орден Дружбы — За большой вклад в развитие физической культуры и спорта, высокие спортивные достижения на Играх XXIX Олимпиады 2008 года в Пекине[11].
- Заслуженный мастер спорта России.
- 7 сентября 2016 года награждён медалью «За заслуги перед Чеченской Республикой»[12].